# Prosoplus marianarum
Prosoplus marianarum är en skalbaggsart som beskrevs av Aurivillius 1908. Prosoplus marianarum ingår i släktet Prosoplus och familjen långhorningar. Inga underarter finns listade i Catalogue of Life.